# Dacht-e Kavir
Pour les articles homonymes, voir Kavir.
Le Dacht-e Kavir ou Dasht-e Kavir (en persan : دشت كوير / Dašt-e Kavir), aussi connu sous le nom de Kavir-e Namak ou Grand désert salé est un grand désert au milieu du plateau iranien. Il mesure environ 800 km de long et 320 km de large. La surface de ce désert s'étend depuis la chaîne montagneuse de l'Elbourz au nord-ouest jusqu'au Dacht-e Lout (« désert du vide ») au sud-est et se répartit entre les provinces iraniennes du Khorasan, de Semnan, d'Isfahan et de Yazd. Son nom est dérivé des marais salés (kavirs) qui existent dans cette région.

## Climat et structure
Le climat du Dacht-e-Kavir est très aride et les précipitations n'existent presque pas. Les températures peuvent atteindre 50 °C en été, et la température moyenne en janvier est de 22 °C. Les températures durant le jour et la nuit peuvent connaître une amplitude thermique de 60 °C. La pluie tombe généralement en hiver.
Le sol du désert est couvert de sable et de rocailles ; le Dacht présente aussi des marais salés, des lacs et des wadis. Les températures très chaudes causent une forte évaporation, qui laisse de nombreux blocs de sel séché dans les marais et les zones boueuses. De fortes tempêtes ont lieu fréquemment et elles peuvent soulever le sable jusqu'à 40 m d'altitude. Certaines parties du Dasht-e-Kavir ressemblent plus à une steppe.

## Vie sauvage
La végétation du Dacht-e-Kavir est adaptée au climat chaud et aride aussi bien qu'au sol salin dans laquelle elle pousse. Les espèces communes de plantes comme des arbrisseaux et des herbes peuvent seulement être trouvées dans certaines vallées et au sommet des montagnes. La plante la plus répandue est l'Armoise commune.
Le Corvidé iranien de genre Podoces est une espèce d'oiseau vivant dans certaines parties des plateaux désertiques, de même que les Outardes houbara, des Alaudidae et des Ptéroclididés.
Des gazelles perses vivent dans certaines parties de la steppe et du désert du plateau central. Des mouflons, chèvres sauvages et les léopards sont communs dans les régions montagneuses. La vie nocturne amène des chats sauvages, des loups, des renards et d'autres carnivores. Dans certaines parties du désert, on peut encore voir des guépards asiatiques. Les lézards et les serpents sont communs dans différentes régions du plateau central.

## Agriculture
La chaleur extrême et les nombreuses tempêtes dans le Dacht-e-Kavir causent une érosion extensive, qui rend presque impossible la culture de la terre. Le désert est en majeure partie inhabité et connaît peu d'exploitations agricoles. L'élevage de chameaux et moutons, ainsi que l'agriculture sont les sources de revenus du peu de gens vivant dans le désert. Les installations humaines sont limitées à quelques oasis, où un habitat permettant de se protéger du vent a été conçu afin de supporter les dures conditions de vie. Pour leurs besoins en eau, les habitants du désert ont créé il y a des millénaires un système appelé qanat. Ceux-ci sont toujours utilisés aujourd'hui, et les systèmes de distribution d'eau actuels sont basés sur leurs techniques.

## Industrie
La mine de fer de Chadormalu se trouve dans ce désert.

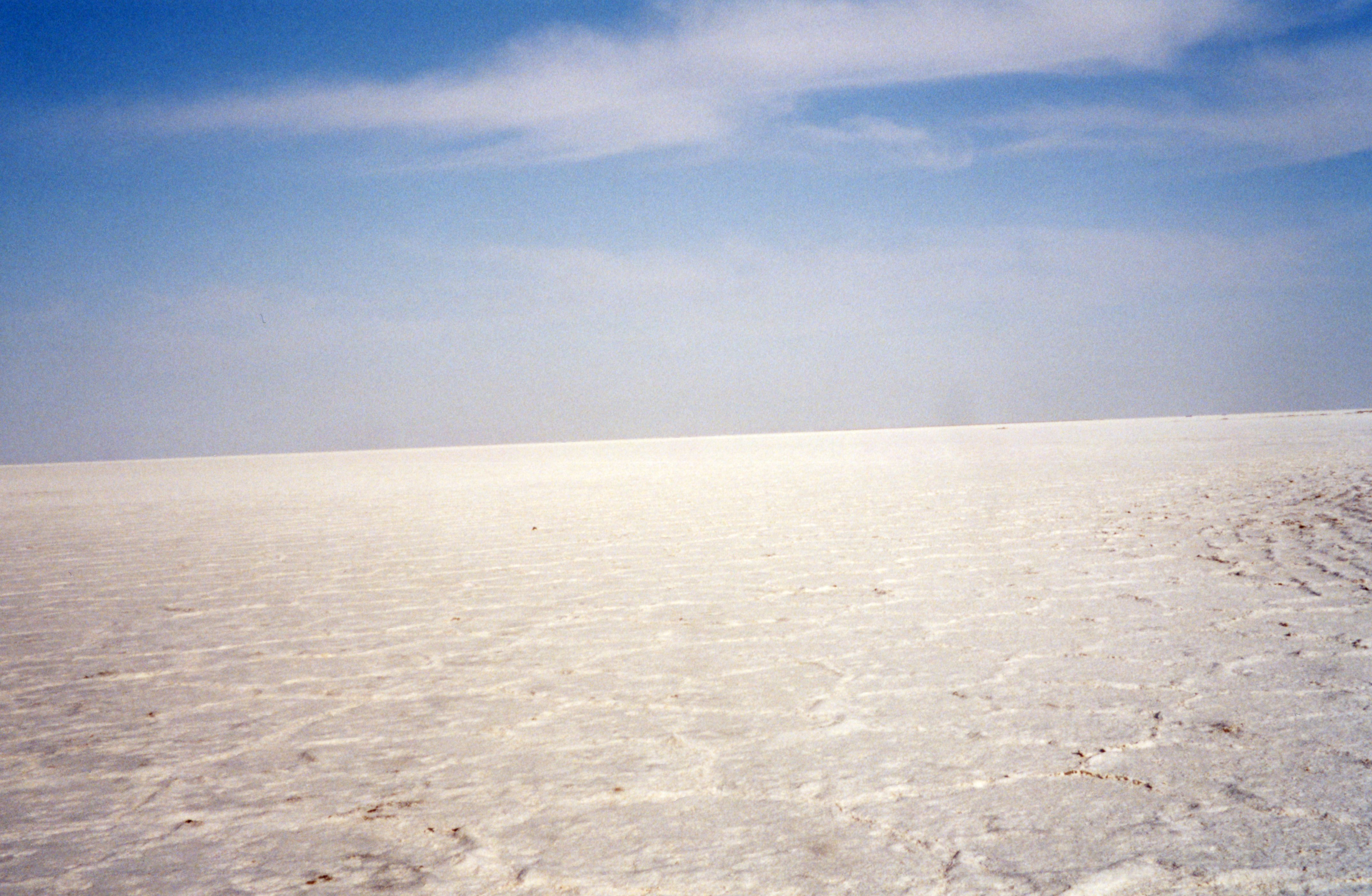
Dacht- Kavir, un désert de sel

## Particularités
Au centre du désert est le Kavir Buzur (Grand Kavir), qui fait environ 320 km de long et 160 km de large. À l'ouest est situé un lac salé appelé Darya-ye Namak (1 800 km2). Il contient de grandes plaques de sel qui ont des formes de mosaïques. Ce lac salé fait partie d'une zone écologique protégée, le Parc national Kavir. Un des endroits les plus désolés du désert est le Rig-e Jenn.